# Cavia intermedia
De Cavia intermedia, is een caviasoort die voorkomt in Zuid-Amerika en leeft op de Moleques do Sul eilanden in de deelstaat Santa Catarina in Brazilië. Deze soort staat momenteel  op de Rode Lijst van de IUCN als kritiek bedreigde soort.